# Sreto Ristić
Sreto Ristić (Zagreb, Yugoslavia, 7 de febrero de 1976) exfutbolista y entrenador serbio nacionalizado alemán. Jugaba de volante. Actualmente es entrenador de Kickers Offenbach.

## Clubes

### Jugador
| Club                | País     | Año       |
| ------------------- | -------- | --------- |
| SSV Reutlingen      | Alemania | 1995-1996 |
| VfB Stuttgart       | Alemania | 1996-2000 |
| SC Campomaiorense   | Portugal | 2000      |
| SSV Ulm             | Alemania | 2000-2001 |
| 1. FC Union Berlin  | Alemania | 2001-2004 |
| VfB Stuttgart       | Alemania | 2005-2006 |
| Grasshoppers        | Suiza    | 2006-2007 |
| Eintracht Brunswick | Alemania | 2007-2008 |
| SV Sandhausen       | Alemania | 2008-2011 |

### Entrenador
| Club                                | País     | Año         |
| ----------------------------------- | -------- | ----------- |
| Stuttgarter Kickers (2º entrenador) | Alemania | 2013 - 2015 |
| Preußen Münster (2º entrenador)     | Alemania | 2016 - 2017 |
| Chemnitzer FC (2º entrenador)       | Alemania | 2017 - 2019 |
| Chemnitzer FC (interino)            | Alemania | 2019        |
| Chemnitzer FC (scout)               | Alemania | 2019 - 2020 |
| Stuttgarter Kickers                 | Alemania | 2021 - Act. |

- Datos: Q330193